# Uwe von Schamann
Uwe Detlef Walter von Schamann (* 23. April 1956 in Berlin) ist ein ehemaliger deutscher Profi-American-Football-Spieler und zweimaliger Super-Bowl-Teilnehmer mit den Miami Dolphins als Kicker. Von Schamann war nach Horst Mühlmann und Karl Kremser der dritte deutsche Spieler in der NFL.

## Frühes Leben und NFL-Karriere
Uwe von Schamann machte seinen Highschool-Abschluss 1975, nachdem er drei Jahre zuvor aus Westberlin in die USA gezogen war, an der Eastern Hills High School in Fort Worth, Texas. Die University of Oklahoma gab ihm wegen seines Talents ein Football-Stipendium. Mit den Sooners, dem Footballteam der Universität, gewann er die National Championship und erhielt einige College-Football-Ehren (u. a. bester Kicker der Big 8 Conference aller Zeiten, Kicker des Jahrhunderts an seiner Universität).
Er wurde 1979 in der siebten Runde des NFL Drafts ausgewählt, wurde zum Rookie des Jahres 1979 ernannt und spielte bis 1984 für die Dolphins.
Von Schamann hielt die NFL-Rekorde für
- die meisten Extrapunktversuche in einer Saison (70, 1984),
- die meisten verwandelten Extrapunkte (66, 1984).

Beide Rekorde wurden 2007 von Stephen Gostkowski gebrochen.

## Nach der NFL
Uwe von Schamann kehrte einige Jahre nach dem Karriereende 1993 zur Universität von Oklahoma zurück und machte 1996 seinen Abschluss in Journalismus. Dies bezeichnet er trotz seiner sportlichen Bilanz als größten Erfolg seines Lebens. 1998 gründete er seine eigene Firma, Schamann & Associates, die u. a. Lehrgänge und öffentliche Reden zu Themen wie Selbstbewusstsein, Motivation und Teamwork abhält, aber auch Camps und Unterrichtseinheiten zum Kicken veranstaltet.
Die Bilder von v. Schamann aus der Saison 1984 wurden im Film Ace Ventura – Ein tierischer Detektiv verwendet.